# Quejigares y encinares de Sierra del Madero
Quejigares y encinares de Sierra del Madero este o arie protejată (arie specială de conservare — SAC, sit de importanță comunitară — SCI) din Spania întinsă pe o suprafață de 3.830,26 ha, integral pe uscat.

## Localizare
Centrul sitului Quejigares y encinares de Sierra del Madero este situat la coordonatele 41°47′27″N 2°05′21″W / 41.7909°N 2.0891°V.

## Înființare
Situl Quejigares y encinares de Sierra del Madero a fost declarat sit de importanță comunitară în februarie 2004 pentru a proteja 1 specie de animale. Situl a fost protejat și ca arie specială de conservare în septembrie 2015.

## Biodiversitate
Situată în ecoregiunea mediteraneană, aria protejată conține 9 habitate naturale: Păduri de Quercus ilex și Quercus rotundifolia, Lande oro-mediteraneene cu formațiuni endemice de grozamă, Matorral arborescenți cu Juniperus spp., Pseudostepă cu ierburi și specii anuale de Thero-Brachypodietea, Pajiști uscate seminaturale și facies de acoperire cu tufișuri pe substraturi calcaroase (Festuco-Brometalia) (* situri importante pentru orhidee), Pajiști alpine și subalpine calcaroase, Pante stâncoase calcaroase cu vegetație casmofită, Pajiști carstice calcaroase sau bazofile, de Alysso-Sedion albi, Păduri iberice de Quercus faginea și Quercus canariensis.
La baza desemnării sitului se află o specie protejată de  nevertebrate: Limoniscus violaceus.
Pe lângă speciile protejate, pe teritoriul sitului au mai fost identificate 6 specii de plante, 3 specii de amfibieni, 5 specii de mamifere.